# Rakowo (Elbląg)
Rakowo – jedna z północnych dzielnic Elbląga.

## Położenie
Rakowo leży w północnej części miasta. Graniczy z takimi dzielnicami jak: Zakrzewo, Na Stoku, Ogrody oraz Stawnik.
Północną granicę dzielnicy wyznacza al. Piłsudskiego, zachodnią - ul. Fałata, południową ulice: Kopernika oraz Bosmańska, wschodnią zaś Moniuszki i Królewiecka. W północno-wschodniej części dzielnicy znajduje się Park Miejski im. M. Kajki. Po obu stronach ulicy Królewieckiej ciągną się przedwojenne budynki, w których siedziby mają jednostki wojskowe podległe 16 Pomorskiej Dywizji Zmechanizowanej w Elblągu. Wojsko w tych koszarach stacjonowało już przed II wojną światową, kiedy to Elbląg był jednym z największych miast garnizonowych III Rzeszy.
Przed II wojną światową dzielnica nosiła niemiecką nazwę Heimstätten co znaczy domy, domostwa.

## Wykaz ulic dzielnicy
- Bażyńskiego
- Beniowskiego Maurycego
- Bohaterów Westerplatte
- Bosmańska
- Chopina Fryderyka
- Cicha
- Curie-Skłodowskiej Marii
- Fałata Juliana
- Kajki Michała
- Kopernika Mikołaja
- Królewiecka
- Krzyżanowskiego Aleksandra
- Lubartowska
- Moniuszki Stanisława
- Markiewicza Mateusza
- Norwida Cypriana
- Nowowiejska
- Osiedle Marynarzy
- Owocowa
- Pilgrima
- Piłsudskiego Józefa, al.
- Pionierska
- Sucharskiego Henryka, mjr.
- Szymanowskiego Karola
- Świerkowa
- Władysława IV
- Żeglarska

## Ważniejsze obiekty
- koszary wojskowe 16 Pomorskiej Dywizji Zmechanizowanej
- oddział Żandarmerii Wojskowej
- Wojskowa Komenda Uzupełnień
- Komenda Miejska Policji
- hotel „Żuławy”
- hotel „Wiarus”
- kasyno wojskowe
- Technikum Gastronomiczne
- Szkoła Podstawowa nr 6